# Jack dans l'affaire Lemoann
Pour plus de détails, voir Fiche technique et Distribution.
Jack dans l'affaire Lemoann (Hearts or Diamonds?) est un film muet américain réalisé par Henry King, sorti en 1918.

## Synopsis
Larry Hanrahan, un riche collectionneur de diamants, est en train d'admirer une jolie femme couverte de bijoux dans un café de Broadway, lorsqu'elle et l'homme qui l'accompagne sont attaqués par des voleurs. Après les avoir aidés à s'en débarrasser, Larry est invité à leur rendre visite. Le Colonel Paul Gascoyne et Adrienne, lui font visiter le laboratoire du colonel, où il rencontre Wintermute, un chimiste qui fabrique des imitations de diamants. Pour leur rendre leur invitation, Larry leur propose de voir sa collection. Bien qu'il en soit tombé amoureux, Larry est forcé de soupçonner Adrienne lorsqu'il est cambriolé par une femme portant le foulard d'Adrienne. Larry retrouve ses bijoux chez les Gascoyne mais, avant qu'il puisse s'échapper, il est fait prisonnier. Adrienne l'aide à contacter la police, qui arrive à temps pour capturer Gascoyne et son gang. Sérieusement blessé, le colonel confesse qu'il s'est servi d'Adrienne et qu'elle est innocente.

## Fiche technique
- Titre : Jack dans l'affaire Lemoann
- Titre original : Hearts or Diamonds?
- Réalisation : Henry King
- Scénario : William Parker, d'après la nouvelle Adrienne Gascoyne de William Hamilton Osborne
- Société de production : William Russell Productions
- Société de distribution : Mutual Film Corporation
- Pays d'origine :  États-Unis
- Langue : anglais
- Format : Noir et blanc - 35 mm - 1,37:1 - Muet
- Genre : Film policier
- Durée : 50 minutes (5 bobines)
- Date de sortie :
  - États-Unis : 29 avril 1918

## Distribution
- William Russell : Larry Hanrahan
- Charlotte Burton : Adrienne Gascoyne
- Howard Davies : Colonel Paul Gascoyne
- Carl Stockdale : Bewley
- John Gough : Wintermute
- Robert Klein : Hoskins